# St. Sophia (Dretzel)

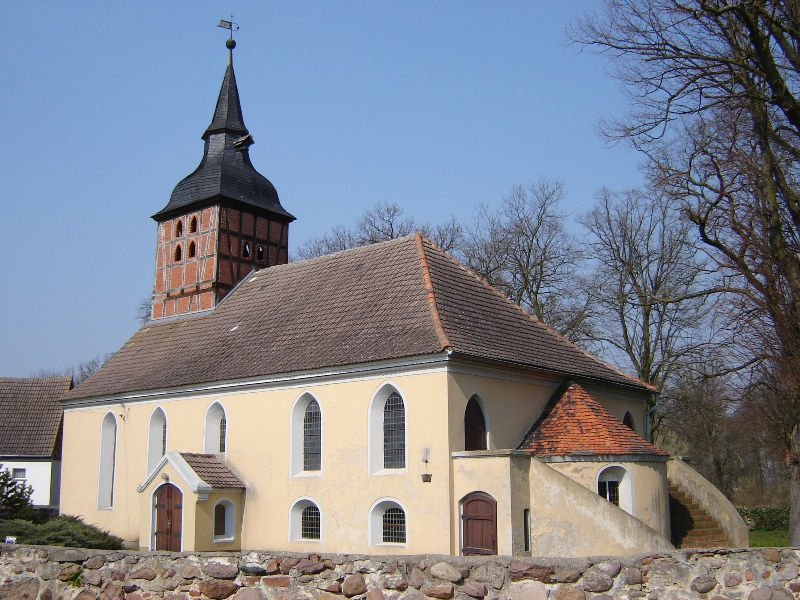
St.-Sophia-Kirche

Sankt Sophia ist die evangelische Kirche von Dretzel in Sachsen-Anhalt.

## Geschichte
Die Kirche wurde in ihrer heutigen Form im Jahre 1736 errichtet. Aus dem romanischen Vorgängerbau sind nur noch wenige Reste des Mauerwerks erhalten. Das Gebäude besteht aus dem dreischiffigen Hauptteil, dem im Osten eine kleine Apsis angefügt ist. Über dem Westgiebel wurde ein quadratischer Fachwerkturm errichtet, der eine geschweifte mit Schiefer gedeckte Haube trägt. Das ziegelgedeckte Dach des Kirchenschiffs in nach Osten hin abgewalmt. Die Fensterfront ist zweireihig, mit Stichbogenfenstern im Erdgeschoss und Spitzbogenfenstern in der oberen Reihe. Ein besonderes Merkmal der Kirche sind die beidseitig an die Apsis angefügten Treppenaufgänge, deren südlicher zur ehemaligen Patronatsloge führt. Im Innern sind die beiden Seitenschiffe durch weite Rundbögen vom gleich hohen Mittelschiff abgegrenzt, eine Flachdecke schließt den Raum ab. Der Altaraufsatz stammt ebenfalls aus der Zeit des Neubaus und enthält drei Gemälde, die Abendmahl, Kreuzigung und die Evangelisten darstellen. Die Anfertigung des großen barocken Taufengels wird auf die Mitte des 18. Jahrhunderts geschätzt. Das im Rokokostil gefertigte Orgelprospekt schuf 1783 der Schönebecker Handwerker Johann David Hamann. In der Kirche befinden sich die Wappen der Familien von Angern und von Ostau.